# Allann Petitjean
Pour les articles homonymes, voir Petitjean.
Allann Petitjean est un footballeur français né le 31 juillet 1974 à Luxeuil-les-Bains. Il évoluait au poste de milieu de terrain.

## Biographie

### Joueur
Allann Petitjean connaît 8 clubs pro ou semi-pro dans sa carrière (Sochaux, Épinal, Amiens, Beauvais, Sedan, Alès, Reims, Nîmes ...).
Au total, il joue 4 matchs en Ligue 1, 184 matchs en Ligue 2 et 117 matchs en National (3e division). 
Son 1er match en D1 a lieu le 28 octobre 1994 lors du match Monaco - Sochaux (3-1).

### Recruteur
Après sa carrière de joueur, il s'oriente vers une carrière de scout. Il va occuper le poste de superviseur-recruteur du Stade de Reims de 2011 à 2014, avec une montée en Ligue 1 au bout de la saison 2011-2012, 33 ans après avoir quitté l'élite du football français pour le club.
En 2014, il intègre la cellule de recrutement du Angers SCO avec une nouvelle montée en L1 au terme de la saison 2014-2015, cette fois-ci 21 ans après que le club angevin ait quitté l'élite. Le 27 mai 2017, le SCO atteint la finale de la coupe de France mais est défait par le Paris Saint-Germain.
En 2018, il donne une nouvelle orientation à sa carrière professionnelle en rejoignant la cellule du recrutement du Stade rennais. Le 27 avril 2019, le Stade rennais remporte la coupe de France face au PSG, son 1er trophée depuis 1971. 
En 2021, il rejoint le récent champion de France, le Lille Olympique Sporting Club, toujours en tant que recruteur. Le LOSC commence la nouvelle saison par une victoire au Trophée des Champions face au PSG, qui était sur 8 succès d’affilée dans cette compétition.

## Carrière

### Joueur
- 1994-1995 :  FC Sochaux-Montbéliard (D1 : 3 matchs)
- 1995-1997 :  SA Épinal (D2 : 56 matchs, 4 buts)
- 1997-2000 :  Amiens SC (D2 : 93 matchs, 14 buts)
- 2000-2001 :  AS Beauvais (D2 : 18 matchs)
- 2001-2002 :  CS Sedan-Ardennes (D1 : 1 match)
- 2002-2003 :  Olympique d'Alès (Nat. : 34 matchs, 11 buts)
- 2003-2005 :  Stade de Reims (Nat. puis L2 : 47 matchs, 2 buts)
- 2005-2007 :  Nîmes Olympique (Nat. : 53 matchs, 3 buts)
- 2007-2009 :  Olympique d'Alès (DH)[2]

### Dirigeant
- 2011-2014 :  Stade de Reims (recruteur)
- 2014-2018 :  Angers SCO (recruteur)
- 2018-2021 :  Stade rennais (recruteur)
- 2021- :  Losc (recruteur)

## Palmarès
- Champion de National en 2004 avec le Stade de Reims